# Maria McKee

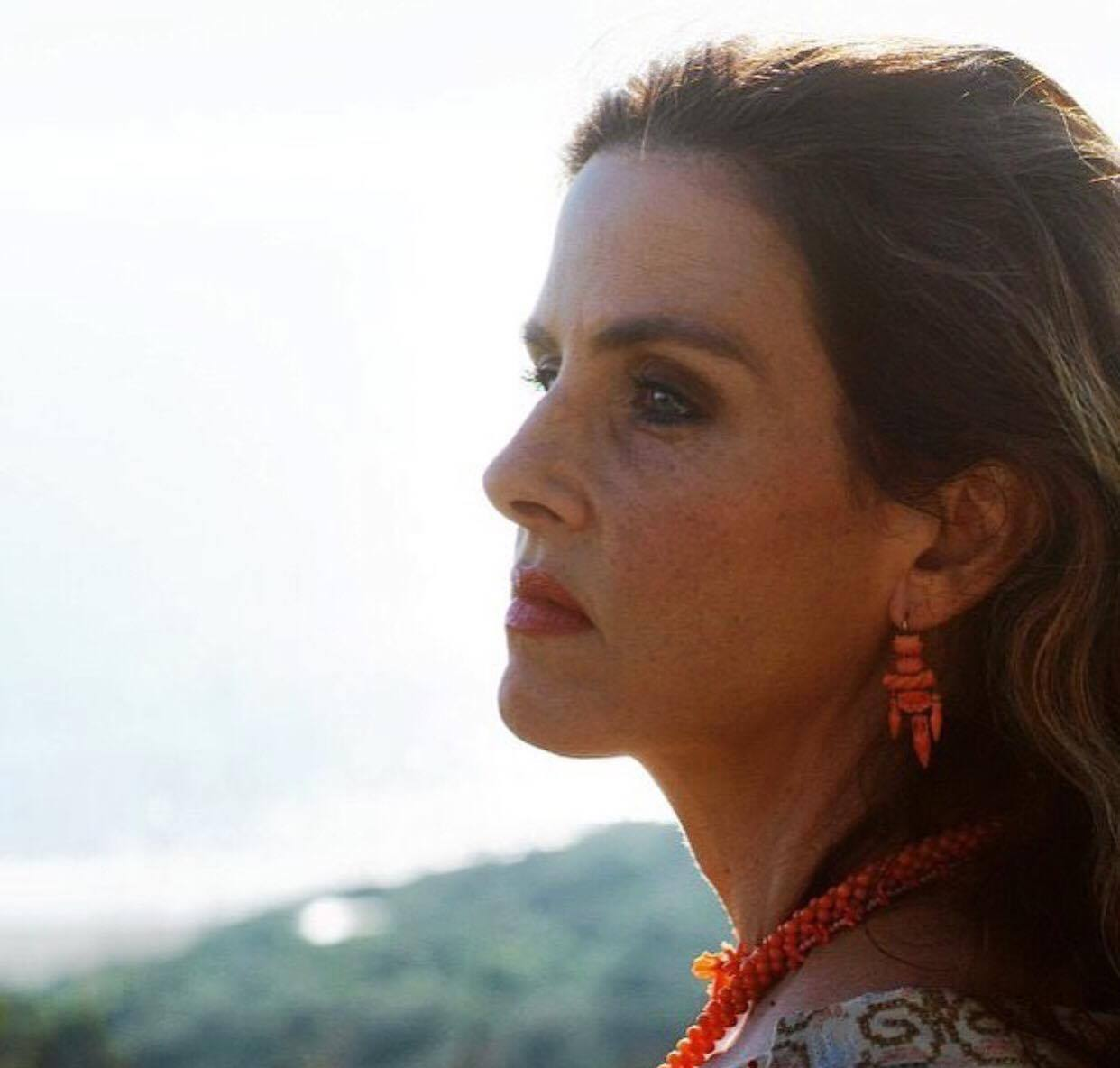
Maria McKee (2017)

Maria Louise McKee (* 17. August 1964 in Los Angeles) ist eine US-amerikanische Sängerin und Songwriterin.

## Musikalische Karriere
Die Vorfahren von Maria McKee stammen aus Irland. McKee ist eine Halbschwester des 17 Jahre älteren Bryan McLean, Gitarrist bei Arthur Lees Folk-Pionieren Love. McKee gründete 1982 in Los Angeles die Country-Rock-Band Lone Justice, die Punk mit Country kreuzte. Zur Urbesetzung von Lone Justice gehörte auch Benmont Tench, der Keyboarder von Tom Petty.
Im Alter von 19 Jahren schrieb sie den Song A Good Heart. David A. Stewart von den Eurythmics machte 1985 daraus einen Welthit, interpretiert allerdings nicht von Maria McKee, sondern von Feargal Sharkey. A Good Heart belegte zwei Wochen lang Platz 1 der UK-Charts und machte McKee vorübergehend wohlhabend: „I earned a gazillion Dollars and spent it all. That’s what you do when you’re 19“, sagte sie Jahre später auf einem Konzert. 2007 veröffentlichte Maria McKee eine eigene Version von A Good Heart auf ihrem Album Late December.
Seit Maria McKee auf der Bühne steht, überschlagen sich die Kritiker mit Lobeshymnen. Maria McKees honiggeröstete Stimme kann es aufnehmen mit der zerbrechlichen Leidenschaft von Patsy Cline, dem glühenden Soul von Aretha Franklin und dem kraftvollen Blues von Janis Joplin, rühmte der New Musical Express. Obwohl Musikgrößen wie Linda Ronstadt, Bruce Springsteen und Bob Dylan von dem größten Talent der Gegenwart schwärmten und sich die Plattenfirmen um die neuen Wunderkinder prügelten, waren die Platten von Lone Justice nur mäßig erfolgreich. McKee verließ die Band und floh nach Irland. Bei den Musikern der Band U2 fand sie Unterschlupf. „Nothing I do has ever hit here“ sagte sie später über den ausbleibenden Erfolg in ihrer Heimat, den USA.
1989 veröffentlichte sie ihr erstes Soloalbum. Ein Jahr später glückte ihr mit der Ballade Show Me Heaven ein internationaler Hit. Das Lied war der Titelsong des Tom-Cruise-Films Tage des Donners und erreichte Platz 1 in Großbritannien, Norwegen, Belgien und den Niederlanden. Quentin Tarantino nahm wenige Jahre später den Titel If Love Is a Red Dress (Hang Me in Rags) in den Soundtrack von Pulp Fiction auf.
Das 1993 veröffentlichte Album You Gotta Sin to Get Saved, das zum größten Teil mit den Jayhawks eingespielt wurde, war abermals nur ein Kritiker-Erfolg. Im selben Jahr beteiligte sich Maria McKee am Sweet-Relief-Projekt zur Unterstützung der an Multipler Sklerose erkrankten Musikerin Victoria Williams. Nach der Veröffentlichung von Life Is Sweet 1996 legte sie eine längere Schaffenspause ein. Erst 2003 legte sie mit High Dive ein neues Album vor. Seitdem hat sie zwei weitere Studio- und zwei Livealben veröffentlicht.
Maria McKee lebt und arbeitet zusammen mit ihrem Ehemann und Produzenten Jim Akin in Los Angeles.

## Diskografie

### Alben
| Jahr | Titel                      | Höchstplatzierung, Gesamtwochen, AuszeichnungChartplatzierungen (Jahr, Titel, Platzierungen, Wochen, Auszeichnungen, Anmerkungen) | Höchstplatzierung, Gesamtwochen, AuszeichnungChartplatzierungen (Jahr, Titel, Platzierungen, Wochen, Auszeichnungen, Anmerkungen) | Höchstplatzierung, Gesamtwochen, AuszeichnungChartplatzierungen (Jahr, Titel, Platzierungen, Wochen, Auszeichnungen, Anmerkungen) | Höchstplatzierung, Gesamtwochen, AuszeichnungChartplatzierungen (Jahr, Titel, Platzierungen, Wochen, Auszeichnungen, Anmerkungen) | Höchstplatzierung, Gesamtwochen, AuszeichnungChartplatzierungen (Jahr, Titel, Platzierungen, Wochen, Auszeichnungen, Anmerkungen) | Anmerkungen                                                                                 |
| Jahr | Titel                      | DE | AT | CH | UK | US | Anmerkungen                                                                                 |
| ---- | -------------------------- | --- | --- | --- | --- | --- | ------------------------------------------------------------------------------------------- |
| 1989 | Maria McKee                | — | — | — | UK49 (3 Wo.)UK | US120 (15 Wo.)US | Erstveröffentlichung: 12. Juni 1989 Produzenten: Mitchell Froom, Bruce Brody                |
| 1993 | You Gotta Sin to Get Saved | — | — | — | UK26 (3 Wo.)UK | — | Erstveröffentlichung: 31. Mai 1993 Produzent: George Drakoulias                             |
| 1996 | Life Is Sweet              | — | — | — | UK81 (1 Wo.)UK | — | Erstveröffentlichung: 12. Februar 1996 Produzenten: Bruce Brody, Maria McKee, Mark Freegard |

Weitere Alben
- 2000: Ultimate Collection (Kompilation)
- 2003: High Dive
- 2004: Live in Hamburg
- 2005: Peddlin’ Dreams
- 2005: No One Was Kinder (Bryan Maclean mit Maria McKee)
- 2006: Live Acoustic Tour 2006
- 2007: Live at the BBC
- 2007: Late December
- 2020: La vita nuova

### Singles
| Jahr | Titel Album                                      | Höchstplatzierung, Gesamtwochen, AuszeichnungChartplatzierungen (Jahr, Titel, Album, Platzierungen, Wochen, Auszeichnungen, Anmerkungen) | Höchstplatzierung, Gesamtwochen, AuszeichnungChartplatzierungen (Jahr, Titel, Album, Platzierungen, Wochen, Auszeichnungen, Anmerkungen) | Höchstplatzierung, Gesamtwochen, AuszeichnungChartplatzierungen (Jahr, Titel, Album, Platzierungen, Wochen, Auszeichnungen, Anmerkungen) | Höchstplatzierung, Gesamtwochen, AuszeichnungChartplatzierungen (Jahr, Titel, Album, Platzierungen, Wochen, Auszeichnungen, Anmerkungen) | Höchstplatzierung, Gesamtwochen, AuszeichnungChartplatzierungen (Jahr, Titel, Album, Platzierungen, Wochen, Auszeichnungen, Anmerkungen) | Anmerkungen |
| Jahr | Titel Album                                      | DE | AT | CH | UK | US | Anmerkungen |
| ---- | ------------------------------------------------ | --- | --- | --- | --- | --- | --- |
| 1990 | Show Me Heaven Days of Thunder (Soundtrack)      | DE12 (23 Wo.)DE | AT15 (12 Wo.)AT | CH4 (18 Wo.)CH | UK1 Gold · (14 Wo.)UK | — | Erstveröffentlichung: 3. September 1990 vom Soundtrack des Films Tage des Donners Autoren: Maria McKee, Jay Rifkin, Eric Rackin |
| 1991 | Breathe Maria McKee                              | — | — | — | UK59 (2 Wo.)UK | — | Erstveröffentlichung: 14. Januar 1991 Autoren: Maria McKee, Gregg Sutton                                                        |
| 1992 | Sweetest Child –                                 | — | — | — | UK45 (4 Wo.)UK | — | Erstveröffentlichung: 20. Juli 1992 Sweetest Child feat. Maria McKee Autoren: Maria McKee, Martin Glover, Bruce Brody           |
| 1993 | I’m Gonna Soothe You You Gotta Sin to Get Saved  | — | — | — | UK35 (3 Wo.)UK | — | Erstveröffentlichung: 10. Mai 1993 Autoren: Bruce Brody, Maria McKee, Marvin Etzioni                                            |
| 1993 | I Can’t Make It Alone You Gotta Sin to Get Saved | — | — | — | UK74 (1 Wo.)UK | — | Erstveröffentlichung: 6. September 1993 Autoren: Gerry Goffin, Carole King Original: P. J. Proby, 1966                          |
| 1996 | This Perfect Dress Life Is Sweet                 | — | — | — | UK85 (1 Wo.)UK | — | Erstveröffentlichung: 29. April 1996 Autor: Maria McKee                                                                         |

Weitere Singles
- 1984: Never Be You (vom Soundtrack zum Film Straßen in Flammen)
- 1989: To Miss Someone
- 1989: I’ve Forgotten What it Was in You
- 1992: Nobody’s Child
- 1995: Life Is Sweet
- 1996: Absolutely Barking Stars
- 2005: Turn Away
- 2005: Sullen Soul